# Odontomyia picta
Odontomyia picta är en tvåvingeart som först beskrevs av Pleske 1922.  Odontomyia picta ingår i släktet Odontomyia och familjen vapenflugor. Inga underarter finns listade i Catalogue of Life.